# Brittiska mästerskapet 1911/1912
Brittiska mästerskapet 1911/1912 var den 29:e säsongen av Brittiska mästerskapet i fotboll. Titeln delades mellan England och Skottland

## Tabell
| Nr | Lag       | S | V | O | F | GM | IM | MS | P |
| -- | --------- | - | - | - | - | -- | -- | -- | - |
| 1  | England   | 3 | 2 | 1 | 0 | 9  | 2  | +7 | 5 |
| 1  | Skottland | 3 | 2 | 1 | 0 | 6  | 2  | +4 | 5 |
| 3  | Irland    | 3 | 1 | 0 | 2 | 5  | 12 | −7 | 2 |
| 4  | Wales     | 3 | 0 | 0 | 3 | 2  | 6  | −4 | 0 |

## Matcher
|  | 10 februari 1912 | Irland            | 1 – 6   | England                                                                          | Dalymount Park                                              |                                                             |
|  |                  | Mickey Hamill 35′ | (1 – 3) | 12′, 40′, 64′ Harold Fleming 17′ George Holley 50′ Bert Freeman 85′ Jock Simpson | Dublin Publik: 15 000 Domare: Alexander Jackson (Skottland) | Dublin Publik: 15 000 Domare: Alexander Jackson (Skottland) |
|  |                  |                   |         |                                                                                  | Dublin Publik: 15 000 Domare: Alexander Jackson (Skottland) | Dublin Publik: 15 000 Domare: Alexander Jackson (Skottland) |
|  |                  |                   |         |                                                                                  | Dublin Publik: 15 000 Domare: Alexander Jackson (Skottland) | Dublin Publik: 15 000 Domare: Alexander Jackson (Skottland) |

|  | 2 mars 1912 | Skottland       | 1 – 0   | Wales | Tynecastle Stadium                                     |                                                        |
|  |             | Jimmy Quinn 87′ | (0 – 0) |       | Edinburgh Publik: 32 000 Domare: James Mason (England) | Edinburgh Publik: 32 000 Domare: James Mason (England) |
|  |             |                 |         |       | Edinburgh Publik: 32 000 Domare: James Mason (England) | Edinburgh Publik: 32 000 Domare: James Mason (England) |
|  |             |                 |         |       | Edinburgh Publik: 32 000 Domare: James Mason (England) | Edinburgh Publik: 32 000 Domare: James Mason (England) |

|  | 16 mars 1912 | Irland                    | 1 – 4   | Skottland                                                   | Windsor Park                                             |                                                          |
|  |              | James McKnight 42′ (str.) | (1 – 2) | 8′, 23′ Walter Aitkenhead 60′ William Reid 70′ Bobby Walker | Belfast Publik: 12 000 Domare: Herbert Bamlett (England) | Belfast Publik: 12 000 Domare: Herbert Bamlett (England) |
|  |              |                           |         |                                                             | Belfast Publik: 12 000 Domare: Herbert Bamlett (England) | Belfast Publik: 12 000 Domare: Herbert Bamlett (England) |
|  |              |                           |         |                                                             | Belfast Publik: 12 000 Domare: Herbert Bamlett (England) | Belfast Publik: 12 000 Domare: Herbert Bamlett (England) |

|  | 11 mars 1912 | Wales | 0 – 2 | England                    | Racecourse Ground |         |
|  |              |       |       | George Holley Bert Freeman | Wrexham           | Wrexham |
|  |              |       |       |                            | Wrexham           | Wrexham |
|  |              |       |       |                            | Wrexham           | Wrexham |

|  | 23 mars 1912 | Skottland        | 1 – 1   | England           | Hampden Park                                          |                                                       |
|  |              | Andrew Wilson 7′ | (1 – 1) | 13′ George Holley | Glasgow Publik: 127 307 Domare: James Mason (England) | Glasgow Publik: 127 307 Domare: James Mason (England) |
|  |              |                  |         |                   | Glasgow Publik: 127 307 Domare: James Mason (England) | Glasgow Publik: 127 307 Domare: James Mason (England) |
|  |              |                  |         |                   | Glasgow Publik: 127 307 Domare: James Mason (England) | Glasgow Publik: 127 307 Domare: James Mason (England) |

|  | 13 april 1912 | Wales                     | 2 – 3 | Irland                           | Ninian Park |         |
|  |               | Billy Davies David Davies |       | ×2 Jack McCandless Batty Brennan | Cardiff     | Cardiff |
|  |               |                           |       |                                  | Cardiff     | Cardiff |
|  |               |                           |       |                                  | Cardiff     | Cardiff |